# Geheimhaltungsgrad

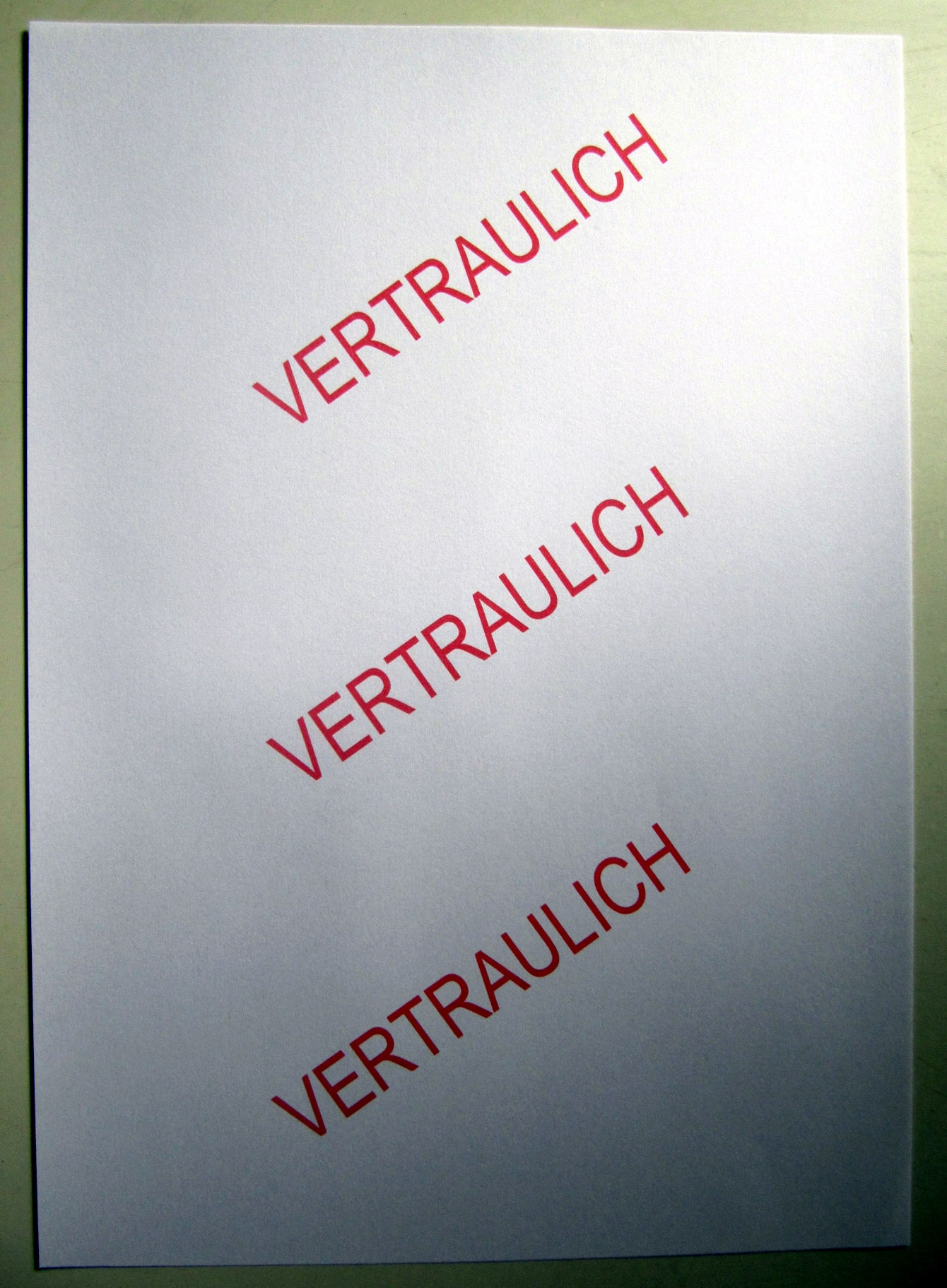
DIN-A4-Seite für vertrauliche Informationen, wie sie von Bürgerschaft und Senat in Hamburg verwendet werden, die in einem speziellen Fotokopierer automatisch dreifach quer gestempelt werden

Mit einem Geheimhaltungsgrad (auch Verschlusssachengrad oder Geheimhaltungsstufe genannt) werden Verschlusssachen (VS) entsprechend ihrer Schutzbedürftigkeit von einer amtlichen Stelle oder auf deren Veranlassung eingestuft.
Dabei wird jedes Objekt (Dokument) gemäß seiner Schutzwürdigkeit und Gefährdung einem Schutzgrad (Schutzklasse) zugeordnet. Die einzelnen Schutzklassen bilden eine Ordnungsrelation, das heißt, sie unterteilen die Objekte in „Schichten“ (vertikale Gliederung). Jedem Subjekt (Akteur, Benutzer) wird nun, gemäß dem ihm entgegengebrachten Vertrauen, ebenfalls ein Schutzgrad zugewiesen. Ein Subjekt darf nur dann auf ein Objekt zugreifen, wenn die Schutzgrade des Subjektes (die Clearance einer Person) mindestens so hoch ist wie der Schutzgrad des Objektes (z. B. der Geheimhaltungsgrad eines Dokumentes).
Diese Art von Zugriffsbeschränkung ist vor allem beim Militär und anderen staatlichen Institutionen üblich, wird aber auch von vielen Unternehmen benutzt. In den meisten Fällen gibt es vier Geheimhaltungsgrade.
Eine Zugriffskontrolle dieser Art dient vor allem der Geheimhaltung, also dem Erhalt der Vertraulichkeit von Information. In Systemen mit hohen Sicherheitsanforderungen wird zu diesem Zweck die Erzeugung neuer Daten besonders behandelt: Legt ein Subjekt ein neues Objekt an, so hat dieses automatisch den Schutzgrad des Subjektes. So wird verhindert, dass Akteure mit einer hohen Zugangsberechtigung (unbeabsichtigt) Informationen an niedrigere Schutzgrade weitergeben können. Das führt aber dazu, dass „hochautorisierte“ Personen in erhöhtem Maße gefordert sind, ihre Äußerungen zu überdenken, sofern diese nicht in einem entsprechend autorisierten Kreis getätigt werden.

## Bundesrepublik Deutschland

### Bundesbehörden
Die Verschlusssachenanweisung des Bundesministeriums des Innern und für Heimat (VSA) richtet sich an Bundesbehörden und bundesunmittelbare öffentlich-rechtliche Einrichtungen. Sie wurde aufgrund Art. 86 Satz 1 GG, § 35 Abs. 1 des Sicherheitsüberprüfungsgesetzes SÜG erlassen.
Verschlusssachen (VS) werden entsprechend ihrer Schutzbedürftigkeit von einer Dienststelle oder auf deren Veranlassung nach § 4 Abs. 2 SÜG in folgende Geheimhaltungsgrade eingestuft:
1. STRENG GEHEIM, wenn die Kenntnisnahme durch Unbefugte den Bestand oder lebenswichtige Interessen der Bundesrepublik Deutschland oder eines ihrer Länder gefährden kann;
2. GEHEIM, wenn die Kenntnisnahme durch Unbefugte die Sicherheit der Bundesrepublik Deutschland oder eines ihrer Länder gefährden oder ihren Interessen schweren Schaden zufügen kann;
3. VS-VERTRAULICH, wenn die Kenntnisnahme durch Unbefugte für die Interessen der Bundesrepublik Deutschland oder eines ihrer Länder schädlich sein kann;
4. VS-NUR FÜR DEN DIENSTGEBRAUCH, wenn die Kenntnisnahme durch Unbefugte für die Interessen der Bundesrepublik Deutschland oder eines ihrer Länder nachteilig sein kann.

Hinweise zur Einstufung ergeben sich aus Anlage III zur VSA. Beispiele sind danach für die Einstufung als:
- STRENG GEHEIM: Alarmplan der Bundeswehr, Informationsaufkommen eines Nachrichtendienstes;
- GEHEIM: Maßnahmen nach dem Gesetz zur Beschränkung des Brief-, Post- und Fernmeldegeheimnisses, besondere Einsatzmittel und -verfahren von Spezialeinheiten der Polizei;
- VS-VERTRAULICH: Ermittlungsberichte in Spionageverdachtsfällen, Erkenntnisse über die Arbeitsweise extremistischer/terroristischer Organisationen, deren Preisgabe die weitere Beobachtung/Aufklärung gefährden würde, außenpolitische Verhandlungspositionen, deren frühzeitige Bekanntgabe deutschen Interessen schaden würde;
- VS-NUR FÜR DEN DIENSTGEBRAUCH: Fahndungsunterlagen aus den Bereichen Terrorismus/Extremismus.

### Deutscher Bundestag
Die Geheimschutzordnung des Deutschen Bundestages gilt für Verschlusssachen (VS), die innerhalb des Bundestages entstehen oder dem Bundestag, seinen Ausschüssen oder Mitgliedern des Bundestages zugeleitet wurden. VS sind Angelegenheiten aller Art, die durch besondere Sicherheitsmaßnahmen gegen die Kenntnis durch Unbefugte geschützt werden müssen. Sie werden je nach dem Schutz, dessen sie bedürfen, in folgende Geheimhaltungsgrade eingestuft:
- streng geheim (Abkürzung: str. geh.): VS, deren Kenntnis durch Unbefugte den Bestand der Bundesrepublik Deutschland oder eines ihrer Länder gefährden würde.
- geheim (Abkürzung: geh.): VS, deren Kenntnis durch Unbefugte die Sicherheit der Bundesrepublik Deutschland oder eines ihrer Länder gefährden, ihren Interessen oder ihrem Ansehen schweren Schaden zufügen oder für einen fremden Staat von großem Vorteil sein würde sowie wichtige Geschäfts-, Betriebs-, Erfindungs-, Steuer- oder sonstige private Geheimnisse oder Umstände des persönlichen Lebensbereichs, deren Kenntnis durch Unbefugte dem Berechtigten schweren Schaden zufügen würde.
- VS-Vertraulich (Abkürzung: VS-Vertr.): VS, deren Kenntnis durch Unbefugte den Interessen oder dem Ansehen der Bundesrepublik Deutschland oder eines ihrer Länder abträglich oder für einen fremden Staat von Vorteil sein könnte sowie wichtige Geschäfts-, Betriebs-, Erfindungs-, Steuer- oder sonstige private Geheimnisse oder Umstände des persönlichen Lebensbereichs, deren Kenntnis durch Unbefugte dem Interesse des Berechtigten abträglich sein könnte.
- VS-Nur für den Dienstgebrauch (Abkürzung: VS-NfD):  VS, die nicht unter die Geheimhaltungsgrade streng geheim, geheim oder VS-Vertraulich fallen, aber nicht für die Öffentlichkeit bestimmt sind.

VS der Geheimhaltungsgrade streng geheim oder geheim dürfen nur in den Räumen der Geheimregistratur eingesehen werden. Die Kennzeichnung erfolgt in entsprechender Anwendung der Verschlusssachenanweisung für die Bundesbehörden (VSA).

### Kennzeichnung
Eine Verschlusssache ist so zu kennzeichnen, dass bei ihrer Handhabung während der gesamten Dauer ihre Einstufung, unter anderem der Geheimhaltungsgrad, jederzeit erkennbar ist (§ 20 Abs. 2 VSA). Hinweise zur Handhabung von Verschlusssachen ergeben sich aus Anlage IV zur VSA.
Bei Schriftgut wird bei STRENG GEHEIM und GEHEIM der Geheimhaltungsgrad mit dem Zusatz „amtlich geheim gehalten“ in roter Farbe durch Stempel oder Druck am oberen und unteren Rand jeder beschriebenen Seite angebracht, bei VS-VERTRAULICH mit dem Zusatz „amtlich geheim gehalten“ in schwarzer oder blauer Farbe am oberen Rand und bei VS-NUR FÜR DEN DIENSTGEBRAUCH in schwarzer oder blauer Farbe am oberen Rand.
Falls Unternehmen eine Verschlusssache im Auftrag einer Behörde bzw. des Staates produzieren, lautet der Zusatz auf amtliche Veranlassung geheimgehalten. Die Geheimhaltungsgrade werden grundsätzlich in Majuskeln geschrieben. Die Schreibweise bei VS-VERTRAULICH und VS-NUR FÜR DEN DIENSTGEBRAUCH erfolgt mit einfachem Bindestrich (Viertelgeviertstrich) ohne Leerzeichen vor oder nach diesem. Die Buchstabenkombination VS wird niemals in das Wort VERSCHLUSSSACHE aufgelöst. (§ 4 Abs. 2 SÜG)
Neben den Geheimhaltungsgraden kann der Personenkreis, der die Akten sehen darf, auch durch die Vergabe eines sogenannten Schutzwortes eingeschränkt werden. Grundlage sind die Sicherheitsbestimmungen für die Fernmeldeaufklärung (SiBestFmA), welche Bundeskanzleramt (BKAmt), Bundesministerium für Verteidigung (BMVg) und Bundesministerium des Innern (BMI) auf Grundlage des Sicherheitsüberprüfungsgesetzes erlassen haben. Das Schutzwort vergibt der Herausgeber der Verschlusssache zusätzlich zum Geheimhaltungsgrad und teilt es allen Personen mit, die Zugang zu der Verschlusssache haben dürfen.
Verschlusssachen sind je nach Einstufung in verschlossenen Aktenschränken oder Tresoren zu verwahren. Bei elektronischer Übermittlung sind sie zu verschlüsseln. In Deutschland werden dazu durch das BSI freigegebene Kryptosysteme verwendet. „VS-NUR FÜR DEN DIENSTGEBRAUCH“ ist für jeden Mitarbeiter einer Behörde im Rahmen seiner Dienstgeschäfte zugänglich. Personen, die Zugang zu Verschlusssachen ab dem Geheimhaltungsgrad „VS-VERTRAULICH“ oder „GEHEIM“ erhalten sollen, werden vorher einer Sicherheitsüberprüfung unterzogen. Bei der „erweiterten Sicherheitsüberprüfung mit Sicherheitsermittlungen“ für Personen mit Zugang zu als „STRENG GEHEIM“ eingestuften Verschlusssachen werden außerdem „Referenzpersonen“ befragt, also Personen, mit denen der Antragsteller regelmäßig engen Kontakt pflegt, und weitere Sicherheitsmerkmale geprüft. Im Geschäftsbereich des Bundesministeriums der Verteidigung werden Sicherheitsüberprüfungen durch den Militärischen Abschirmdienst (MAD) durchgeführt, in der übrigen öffentlichen Verwaltung und der Privatwirtschaft durch das Bundesamt und die Landesbehörden für Verfassungsschutz.
Wer sich Zugang zu Verschlusssachen ab dem Geheimhaltungsgrad VS-VERTRAULICH „verschaffen kann“, wird dazu zugelassen, wer Zugang „erhalten soll“, wird ermächtigt. Wer nur Zugang zu Verschlusssachen der Geheimhaltungsgrades VS-NUR FÜR DEN DIENSTGEBRAUCH hat, wird auf die gewissenhafte Erfüllung der Bestimmungen des Geheimschutzes verpflichtet.
Bei der Durchführung der VSA wirkt das Bundesamt für Sicherheit in der Informationstechnik mit (§ 4 Abs. 5 Satz 1 SÜG).

### Bundesländer
Die Länder haben eigene Sicherheitsüberprüfungsgesetze und Verschlusssachenanweisungen für die Landesbehörden und landesunmittelbaren öffentlich-rechtlichen Einrichtungen sowie die Landkreise und Gemeinden, die mit Verschlusssachen befasst sind. Diese entsprechen inhaltlich im Wesentlichen dem Bundesrecht.

## Deutsche Demokratische Republik
In der Deutschen Demokratischen Republik (DDR) wurde in der Nationalen Volksarmee (NVA) in Staats- und Dienstgeheimnisse unterschieden. Für Staatsgeheimnisse gab es die Geheimhaltungsgrade:
- Geheime Kommandosache (GKdoS)
- Geheime Verschlußsache (GVS)
- Vertrauliche Verschlußsache (VVS).

Für Dienstgeheimnisse waren die Geheimhaltungsgrade
- Besondere Dienstsache (BDS, erst seit etwa 1989)

- Vertrauliche Dienstsache (VD)

- Nur für den Dienstgebrauch (NfD).

Die Verschlusssachen einstufen und die Vervielfältigung anordnen durften für „Geheime Kommandosachen“ die Stellvertreter des Ministers, der Hauptinspekteur der NVA und die Kommandeure mit Dienstgrad Generalmajor und Gleichgestellte, für „Geheime Verschlußsachen“ die Kommandeure mit Dienstgrad Oberst und Gleichgestellte und die Direktoren der volkseigenen Betriebe im Geschäftsbereich des Ministeriums für Nationale Verteidigung und für „Vertrauliche Verschlußsachen“ die Leiter von Struktureinheiten mit Dienstgrad Oberstleutnant und Gleichgestellte. Die Berechtigten und ihre Stellvertreter durften jeweils auch gleichzeitig die niedrigeren Geheimhaltungsgrade anordnen.
Eingestuft wurden als
- Geheime Kommandosache: Informationen von höchster politischer, ökonomischer, militärischer, wissenschaftlicher, technischer oder technologischer Bedeutung, deren Geheimhaltung für die Sicherung der Grundlagen der DDR bzw. der sozialistischen Staatengemeinschaft entscheidend ist oder deren Offenbarung diese Grundlagen gefährden kann.
- Geheime Verschlußsache: politische, ökonomische, militärische, wissenschaftliche, technische, technologische u. a. Informationen von gesamtstaatlicher Bedeutung, deren Geheimhaltung der DDR oder der sozialistischen Staatengemeinschaft in sehr hohem Maße nutzt oder einen bedeutenden Vorteil ermöglicht bzw. deren Offenbarung schwere Gefahren, Schäden, Störungen oder andere Nachteile für die Innen- und Außenpolitik des sozialistischen Staates, die Volkswirtschaft, die Verteidigungskraft bzw. die innere Sicherheit herbeiführen kann.
- Vertrauliche Verschlußsache: politische, ökonomische, militärische, wissenschaftliche, technische, technologische u. a. Informationen mit Bedeutung für gesellschaftliche Bereiche und Prozesse bzw. den sozialistischen Staat, deren Geheimhaltung einen Vorteil ermöglicht bzw. deren Offenbarung Gefahren, Schäden, Störungen oder andere Nachteile für diese herbeiführen kann.[9]

## Deutschland 1933–1945

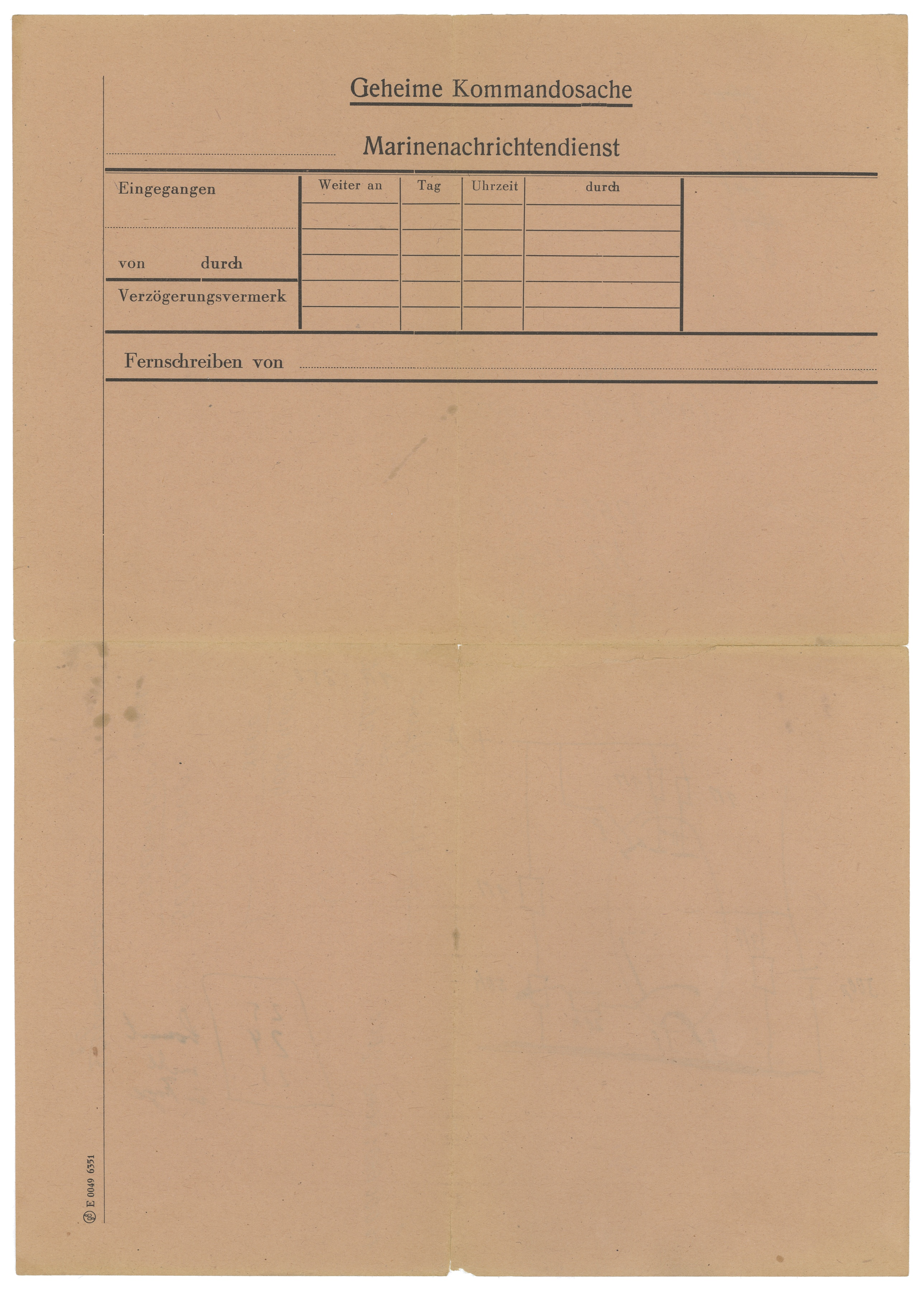
Vordruck Geheime Kommandosache, Marinenachrichtendienst

Zur Zeit des Nationalsozialismus wurden im militärischen Bereich die grundlegenden Anforderungen zur Geheimhaltung in der Verschlusssachen-Vorschrift (H.Dv. 99, M.Dv.Nr. 9, L.Dv.99 – vom 1. Oktober 1935 und vom 1. August 1943) festgelegt. Hierbei wird der Begriff der Verschlusssache wie folgt definiert: „Verschlußsachen im Sinne dieser Vorschrift sind Schriften und Schriftstücke, die zum Wohle des Reiches, insbesondere im Interesse der Landesverteidigung oder aus anderen dienstlichen Gründen eines besonderen Geheimschutzes bedürfen.“

### Militär
Die Verschlusssachen im militärischen Bereich wurden in vier Geheimhaltungsgrade eingeteilt:
1. „Nur für den Dienstgebrauch“ (N.f.d.D., auch n.f.D.) – allen Dienstgraden zugänglich
2. „Geheim“ (Geh.) – regulär nur für Offiziere; Unteroffiziere nur nach besonderer Genehmigung
3. „Geheime Kommandosache“ (Geh.KdoS.,[11] auch: „g. Kdos.“ und „GKdos.“) – Nur für Offiziere
4. „Geheime Kommandosache-Chefsache“ (g.KDos.Chefs) – Nur für Generalstabsoffiziere des Oberkommandos und nachgeordneter Stäbe bis zum Generalkommando eines Armeekorps

### Behörden
1. „Nur für den Dienstgebrauch“ (N.f.d.D.) bzw. „Nur für deutsche Behörden“ (N.f.d.B.)
2. „Vertraulich“ (Vertr.)
3. „Geheim“ (Geh.)
4. „Geheime Kommandosache“ (Geh.KdoS.)
5. „Geheime Reichssache“ (Geh.RchS.)

Die Verschlusssachen-Vorschrift regelte genau die Kennzeichnung, die Verteilung, die Vernichtung und das Verhalten bei Verlust.

### Geheime Reichssache

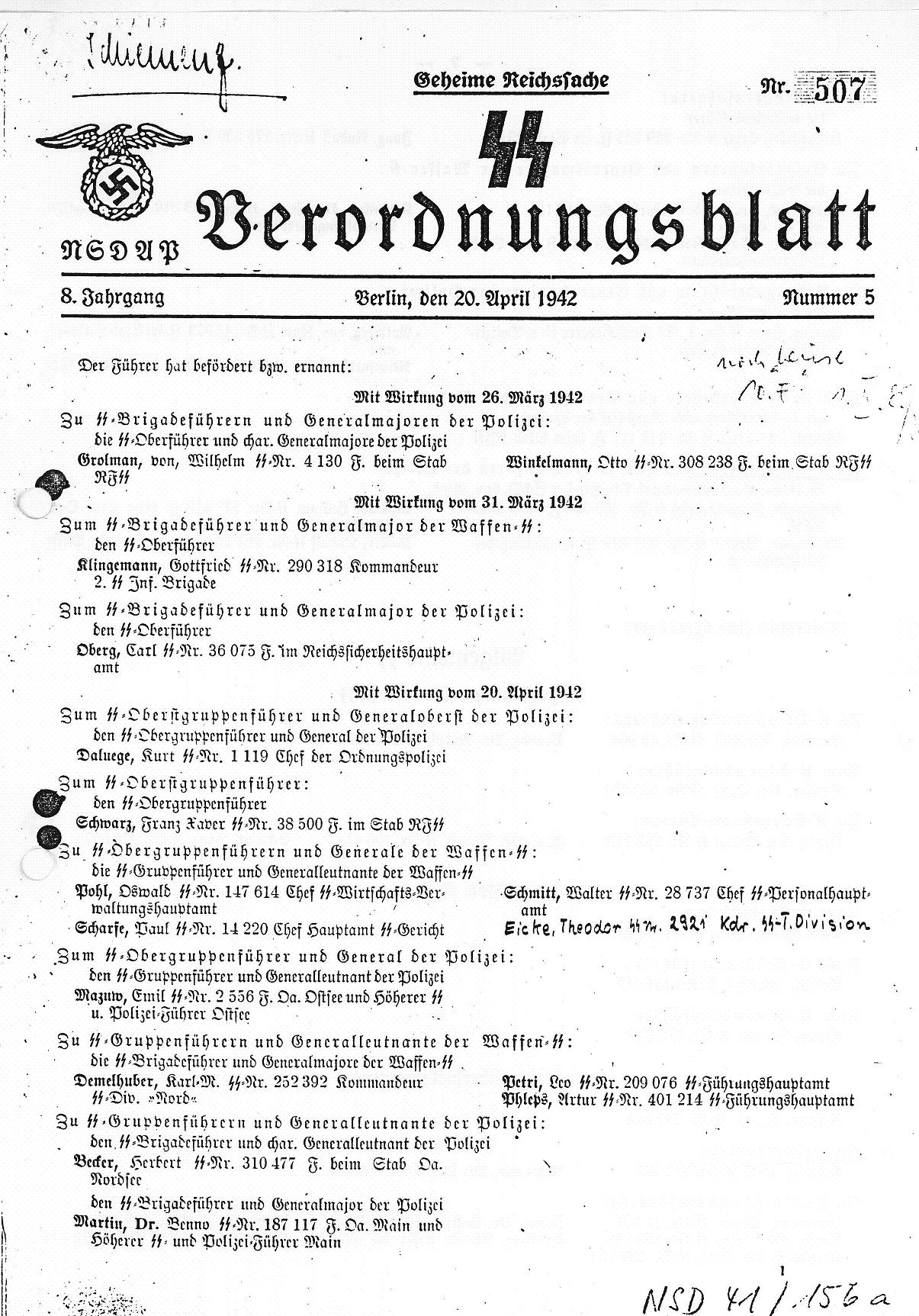
SS-Verordnungsblatt als durchnummerierte Geheime Reichssache

Der „Verschlußsachen-Anweisung“ von 1935 folgend wurden Verschlusssachen sowie die Grade der Geheimhaltung für die Verwaltung umfassend formuliert: „Verschlußsachen (VS) sind solche Sachen aller Art, deren Kenntnis zum Wohle des Reiches, insbesondere im Interesse der Landesverteidigung oder aus dienstlichen, politischen oder disziplinarischen Gründen auf einen bestimmten Kreis von Personen beschränkt werden muß und dauernd unter Verschluß zu halten sind.“
- „VS sind ›Geheim‹ (Geh.), wenn ihr Inhalt einen höheren Schutz gegen Bekanntwerden und Verrat erhalten muß“, oder
- „›Geheime Reichssache‹ (Geh.RchS.), wenn sie des höchsten Geheimschutzes bedürfen und daher nur zur Kenntnis eines engst begrenzten und jeweils genau zu bezeichnenden Personenkreises gelangen sollen. Geh.RchS. stehen unter besonderer Sicherung der Verwahrung und Beförderung.“[12]

### „Grundsätzlicher Befehl des Führers“
Als Führer und Oberster Befehlshaber der Wehrmacht ordnete Adolf Hitler am 11. Januar 1940 in einem „Grundsätzlichen Befehl“ an:
1. Niemand: Keine Dienststelle, kein Offizier dürfen von einer geheimzuhaltenden Sache erfahren, wenn sie nicht aus dienstlichen Gründen unbedingt davon Kenntnis erhalten müssen.
2. Keine Dienststelle und kein Offizier dürfen von einer geheimzuhaltenden Sache mehr erfahren, als für die Durchführung ihrer Aufgabe unbedingt erforderlich ist.
3. Keine Dienststelle und kein Offizier dürfen von einer geheimzuhaltenden Sache bzw. dem für sie notwendigen Teil früher erfahren, als dies für die Durchführung ihrer Aufgabe unbedingt erforderlich ist.
4. Das gedankenlose Weitergeben von Befehlen, deren Geheimhaltung von entscheidender Bedeutung ist, laut irgendwelcher allgemeiner Verteilerschlüssel ist verboten.

In Ergänzung dazu befahl Hitler am 12. Juni 1942, insbesondere bei der Vorbereitung größerer Operationen müsse die Geheimhaltung in viel höherem Maße als bisher Allgemeingut der Offiziere werden. Dies sei durch regelmäßige eindringliche Belehrung, ständige Überwachung und scharfe Ahndung von Verstößen sicherzustellen.

## Vereinigte Staaten

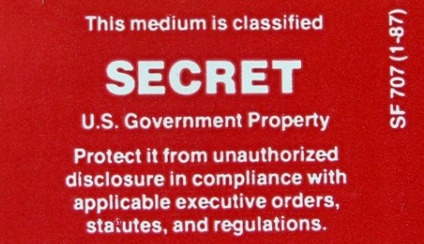
Geheimhaltungshinweis, USA

Die staatlichen Geheimhaltungsgrade in den Vereinigten Staaten sind:
1. Top Secret (Streng geheim)
2. Secret (Geheim)
3. Confidential (Vertraulich)

Top Secret ist der höchste Geheimhaltungsgrad. Er wird für Informationen angewendet, die „außerordentlich schweren Schaden“ für die nationale Sicherheit mit sich bringen, wenn sie der Öffentlichkeit bekannt werden. Mehr als 850.000 Personen in den USA haben eine Freigabe für den Zugriff auf Informationen des höchsten Geheimhaltungsgrades.
Auch unwichtige oder nichtssagende Informationen können als Top Secret eingestuft werden, wenn die Art der Informationsgewinnung geheim bleiben soll. Dies kann beispielsweise für abgefangene Kommunikationssignale (Signal Intelligence – SIGINT) oder menschliche Quellen (Human Intelligence – HUMINT) gelten.
Der Geheimhaltungsgrad Secret ist der zweithöchste Geheimhaltungsgrad. Mit ihm werden Informationen deklariert, deren Veröffentlichung „schweren Schaden“ für die nationale Sicherheit bedeuten würde.
Der Geheimhaltungsgrad Confidential ist der niedrigste. Er ist definiert als Information, die bei ihrer Veröffentlichung einen nicht näher definierten Schaden für die nationale Sicherheit anrichten würde.
Nur außerordentlich schützenswerte Informationen fallen unter die diversen Geheimhaltungsgrade. Dazu gehören:
- militärische Pläne, Waffensysteme oder Operationen,
- Informationen über ausländische Regierungen,
- Geheimdienstaktivitäten (einschließlich verdeckter Operationen), Informationsquellen und -methoden oder Kryptologie,
- auswärtige Beziehungen oder auswärtige Aktivitäten der Vereinigten Staaten, einschließlich vertraulicher Quellen,
- wissenschaftliche, technologische oder ökonomische Sachverhalte, die in Bezug zur nationalen Sicherheit stehen,
- Regierungsprogramme, die für die Sicherheit von nuklearem Material oder den entsprechenden Einrichtungen verantwortlich sind,
- Informationen über Schwachstellen oder Fähigkeiten von Systemen, Einrichtungen, Infrastrukturen, Projekten, Plänen oder Sicherheitsdiensten in Bezug zur nationalen Sicherheit
- sowie die Entwicklung, Produktion und der Einsatz von Massenvernichtungswaffen.

Der damalige Präsident Barack Obama hat mit seiner Executive Order 13526 – Classified National Security Information vom 29. Dezember 2009 in Abschnitt 1.7 unter anderem festgelegt, dass keine Informationen geheim gehalten werden dürfen,
1. um Rechtsverstöße, Ineffizienz oder Verwaltungsfehler zu verbergen, oder
2. um zu vermeiden, dass Personen, Organisationen oder Behörden „in Verlegenheit geraten“.[22]

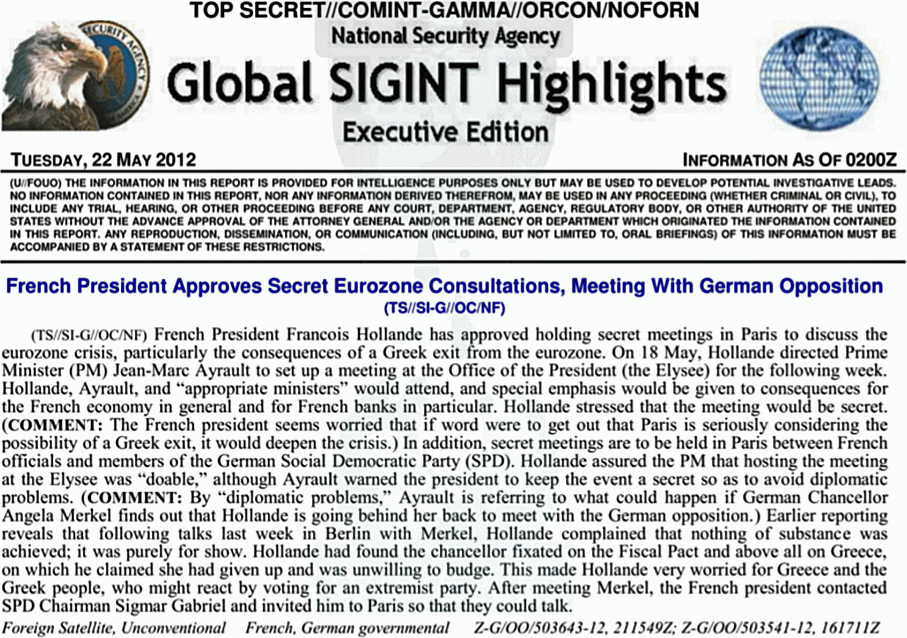
Beispiel für ein internes Informationsblatt der National Security Agency mit dem Geheimhaltungsgrad TOP SECRET, der Unterkategorie COMINT-GAMMA und den Handhabungshinweisen ORCON//NOFORN

Darüber hinaus kommt es immer wieder zu Spekulationen, es gebe noch weitere Geheimhaltungsgrade, die über Top Secret einzusortieren seien; zuletzt beispielsweise im Rahmen der Globalen Überwachungs- und Spionageaffäre. Diese Spekulationen beruhen jedoch auf einem Missverständnis: Als Ergänzung zur Einstufung mittels der oben genannten Geheimhaltungsgrade kann jede Information zusätzlich im Rahmen eines vom Director of National Intelligence aufgelegten, sogenannten Special Access Program mit einer Zugangsbeschränkung versehen werden. Die aktuell gültige Beschränkung ist unter dem Oberbegriff Sensitive Compartmented Information (SCI) bekannt und umfasst mehrere Zugangskontrollprogramme, die als Untergliederung nach Art der Informationsquelle fungieren. Beispiele für solche Zugangskontrollprogramme sind:
- Special Intelligence (SI) bzw. COMINT
 für mittels Fernmeldeaufklärung gewonnene Informationen,
- TALENT KEYHOLE (TK)
 für mittels abbildender Aufklärung (IMINT), elektronischer Aufklärung (ELINT) und Measurement and Signature Intelligence (MASINT) gewonnene Informationen,
- KLONDIKE (KDK)
 für mittels Geospatial Intelligence (GEOINT) gewonnenen Informationen.

Diese Programme werden mit einem meist geheimen Codewort weiter untergliedert; so sind dem Special Intelligence-Programm aktuell die Codewörter Very Restricted Knowledge (VRK), Exceptionally Controlled Information (ECI) und GAMMA zugeordnet. Informationen können somit horizontal mit unterschiedlichen Geheimhaltungsgraden versehen sein, sich vertikal jedoch im gleichen Bereich einer Zugangsbeschränkung befinden. Deutlich wird dies im Bildbeispiel rechts: Der Geheimhaltungsgrad Top secret wird durch die Unterkategorie COMINT und das Codewort GAMMA, eine weitere Untergliederung der Kategorie COMINT, im Zugriff auf diejenigen beschränkt, die dazu berechtigt sind, Informationen aus den entsprechenden Bereichen und des entsprechenden Geheimhaltungsgrades abzurufen. Ergänzt wird dies durch die Handhabungshinweise ORCON (englisch: originator controls dissemination of information, Weiterverbreitung nur durch den Urheber) und NOFORN (englisch: not releasable to foreign nationals, keine Weitergabe an ausländische Staatsbürger).

## NATO
Die Geheimhaltungsgrade der NATO sind:
1. COSMIC TOP SECRET (CTS), wird in Deutschland behandelt wie STRENG GEHEIM
2. NATO SECRET (NS), wird in Deutschland behandelt wie GEHEIM
3. NATO CONFIDENTIAL (NC), wird in Deutschland behandelt wie VS-VERTRAULICH
4. NATO RESTRICTED (NR), wird in Deutschland behandelt wie VS-NUR FÜR DEN DIENSTGEBRAUCH

Bei internationalen Einsätzen, wie dem Einsatz deutscher Tornados in Afghanistan, erfolgt die Einstufung z. B. als NATO SECRET releasable to ISAF SECRET.
Keinem Geheimhaltungsgrad unterliegende NATO-Informationen werden als NATO UNCLASSIFIED (NU) gekennzeichnet. Informationen und Dokumente mit dieser Bezeichnung sind nicht öffentlich und dürfen nicht ohne die Zustimmung der NATO veröffentlicht werden. Diese Einschränkung wurde in der Vergangenheit gelegentlich mit dem Zusatz RELEASABLE TO THE PUBLIC oder RELEASABLE TO INTERNET aufgehoben.
Informationen oder Dokumente, die öffentlich zugänglich sind, haben keine Kennzeichnung oder eine vorhandene Kennzeichnung wird durch die Kennzeichnung PUBLIC ersetzt.

## Andere Staaten, über- und zwischenstaatliche Organisationen
Die folgende Tabelle gibt die Geheimhaltungsgrade anderer Staaten, über- und zwischenstaatliche Organisationen an. Die Gliederung erfolgt in Anlehnung an das deutsche Klassifikationssystem, eine direkte Übertragung ist jedoch aufgrund sprachlicher und kultureller Unterschiede nicht in allen Fällen möglich.
| Staat                                                          | STRENG GEHEIM                                        | GEHEIM                                     | VS-VERTRAULICH                                         | VS-NUR FÜR DEN DIENSTGEBRAUCH                                 |
| -------------------------------------------------------------- | ---------------------------------------------------- | ------------------------------------------ | ------------------------------------------------------ | ------------------------------------------------------------- |
| Ägypten                                                        | Sirri Lilghayeh                                      | SirriKhas                                  | Mehoud                                                 | Jidden                                                        |
| Albanien                                                       | Tepër sekret                                         | Sekret                                     | Konfidencial                                           | i kufizuar                                                    |
| Algerien                                                       | TRÈS SECRET                                          | SECRET                                     | CONFIDENTIEL                                           | DIFFUSION RESTREINTE                                          |
| Argentinien                                                    |                                                      | SECRETO                                    | CONFIDENCIAL                                           | PÚBLICO                                                       |
| Äthiopien                                                      | Yemiaz Birtou Mistir                                 | Mistir                                     | Kilkil                                                 |                                                               |
| Australien                                                     | TOP SECRET                                           | SECRET                                     | PROTECTED                                              | RESTRICTED                                                    |
| Belgien (Flämisch)                                             | ZEER GEHEIM                                          | GEHEIM                                     | VERTROUWELIJK                                          |                                                               |
| Belgien (Französisch)                                          | TRÈS SECRET                                          | SECRET                                     | CONFIDENTIEL                                           |                                                               |
| Bolivien                                                       | Supersecreto oder Muy Secreto                        | Secreto                                    | Confidencial                                           | Reservado                                                     |
| Bosnien und Herzegowina                                        |                                                      | TAJNO                                      | POVJERLJIVO                                            | INTERNO                                                       |
| Brasilien                                                      | Ultra Secreto                                        | Secreto                                    | Confidencial                                           | Reservado                                                     |
| Bulgarien                                                      | Строго секретно                                      | Секретно                                   | Поверително                                            | За служебно ползване                                          |
| Chile                                                          | Secreto                                              | Secreto                                    | Reservado                                              | Reservado                                                     |
| China                                                          | 绝密, Juémì                                          | 机密, Jīmì                                 | 秘密, Mìmì                                             |                                                               |
| Costa Rica                                                     | Alto Secreto                                         | Secreto                                    | Confidencial                                           |                                                               |
| Dänemark                                                       | YDERST HEMMELIGT                                     | HEMMELIGT                                  | FORTROLIGT                                             | TIL TJENESTEBRUG                                              |
| Deutsche Demokratische Republik (DDR)                          | Geheime Kommandosache (GKdos)                        | Geheime Verschlußsache (GVS)               | Vertrauliche Verschlußsache (VVS)                      | Vertrauliche Dienstsache (VD)                                 |
| Deutschland                                                    | STRENG GEHEIM                                        | GEHEIM                                     | VS-VERTRAULICH                                         | VS-NUR FÜR DEN DIENSTGEBRAUCH                                 |
| Ecuador                                                        | Secretisimo                                          | Secreto                                    | Confidencial                                           | Reservado                                                     |
| El Salvador                                                    | Ultra Secreto                                        | Secreto                                    | Confidencial                                           | Reservado                                                     |
| Estland                                                        | Täiesti salajane                                     | Salajane                                   | Konfidentsiaalne                                       | Piiratud                                                      |
| Eurokorps                                                      | EUROCOR TRÈS SECRET (ECTS) oder EUROCORPS TOP SECRET | EUROCOR SECRET (ECS) oder EUROCORPS SECRET | EUROCOR CONFIDENTIEL (ECC) oder EUROCORPS CONFIDENTIAL | EUROCOR DIFFUSION RESTREINTE (ECDR) oder EUROCORPS RESTRICTED |
| Europäische Union Europol (für Europol mit dem Zusatz Europol) | TRES SECRET UE/EU TOP SECRET (TS-UE/EU-TS)           | SECRET UE/EU SECRET (S-UE/EU-S)            | CONFIDENTIEL UE/EU CONFIDENTIAL (C-UE/EU-C)            | RESTREINT UE/EU RESTRICTED (R-UE/EU-R)                        |
| Europäische Atomgemeinschaft (EURATOM)                         | EURA STRENG GEHEIM                                   | EURA GEHEIM                                | EURA VERTRAULICH                                       | EURA NUR FÜR DEN DIENSTGEBRAUCH                               |
| Europäische Weltraumagentur (ESA)                              | ESA TOP SECRET                                       | ESA SECRET                                 | ESA CONFIDENTIAL                                       | ESA RESTRICTED                                                |
| Europäische Zentralbank                                        |                                                      | ECB-SECRET                                 | ECB-CONFIDENTIAL                                       | ECB-RESTRICTED                                                |
| Finnland                                                       | ERITTÄIN SALAINEN oder YTTERST HEMLIG                | SALAINEN oder HEMLIG                       | LUOTTAMUKSELLINEN oder KONFIDENTIELL                   | KÄYTTÖ RAJOITETTU oder BEGRÄNSAD TILLGÅNG                     |
| Frankreich                                                     | TRÈS SECRET                                          | SECRET                                     | -                                                      | DIFFUSION RESTREINTE                                          |
| Griechenland                                                   | Άκρως Απόρρητον (AAΠ)                                | Απόρρητον (AΠ)                             | Εμπιστευτικόν (EM)                                     | Περιορισμένης Χρήσης (ΠX)                                     |
| Großbritannien                                                 | Top Secret                                           | Secret                                     | Official Sensitive                                     | Official Sensitive                                            |
| Guatemala                                                      | Alto Secreto                                         | Secreto                                    | Confidencial                                           | Reservado                                                     |
| Haiti                                                          | Top Secret                                           | Secret                                     | Confidential                                           | Reserve                                                       |
| Honduras                                                       | Super Secreto                                        | Secreto                                    | Confidencial                                           | Reservado                                                     |
| Hongkong                                                       | Top Secret, 高度機密, Gāodù jīmì                     | Secret, 機密, Jīmì                         | Confidential, 保密, Bǎomì                              | Restricted, 內部文件, Nèibù wénjiàn                           |
| Indien                                                         | Param Gupt                                           | Gupt                                       | Gopniya                                                | Pratibanhst/seemit                                            |
| Indonesien                                                     | Sangat Rahasia                                       | Rahasia                                    | Agak Rahasia                                           | Terbatas                                                      |
| Irak                                                           | Sirri Lil-ghayah                                     | Sirri                                      | Khass                                                  | Mehdoud                                                       |
| Iran                                                           | Bekoliserri                                          | Serri                                      | Kheil Mahramaneh                                       | Mahramaneh                                                    |
| Irland                                                         | Top Secret                                           | Secret                                     | Confidential                                           | Restricted                                                    |
| Island                                                         | ALGJÖRT LEYNDARMÁL                                   | LEYNDARMÁL                                 | TRÚNAÐARMÁL                                            | TAKMARKAÐUR AÐGANGUR                                          |
| Israel                                                         | Sodi Beyoter סודי ביותר                              | Sodi סודי                                  | Shamur שמור                                            | Mugbal מוגבל                                                  |
| Italien                                                        | Segretissimo                                         | Segreto                                    | Riservatissimo                                         | Riservato                                                     |
| Japan                                                          | Kimitsu, 機密                                        | Gokuhi, 極秘                               | Hi, 秘                                                 | Toriatsukai chūi, 取り扱い注意                                |
| Jordanien                                                      | Maktum Jiddan                                        | Maktum                                     | Sirri                                                  | Mahdud                                                        |
| Kambodscha                                                     | Sam Ngat Bamphot                                     | Sam Ngat Roeung                            | Art Kambang                                            | Ham Kom Psay                                                  |
| Kanada                                                         | Top Secret                                           | Secret                                     | Confidential                                           |                                                               |
| Kasachstan                                                     |                                                      | Совершенно секретно                        | Секретно                                               | Для служебного пользования                                    |
| Kolumbien                                                      | Ultrasecreto                                         | Secreto                                    | Reservado                                              | Confidencial                                                  |
| Kroatien                                                       | Vrlo tajno                                           | Tajno                                      | Povjerljivo                                            | Ograničeno                                                    |
| Laos                                                           | Lup Sood Gnod                                        | Kuam Lup                                   | Kuam Lap                                               | Chum Kut Kon Arn                                              |
| Lettland                                                       | Sevišķi slepeni                                      | Slepeni                                    | Konfidenciāli                                          | Dienesta vajadzībām                                           |
| Libanon                                                        | Tres Secret                                          | Secret                                     | Confidentiel                                           |                                                               |
| Litauen                                                        | Visiškai slaptai                                     | Slaptai                                    | Konfidencialiai                                        | Riboto naudojimo                                              |
| Luxemburg                                                      | Très Secret Lux                                      | Secret Lux                                 | Confidentiel Lux                                       | Restreinte Lux                                                |
| Mexiko                                                         | Ultra Secreto                                        | Secreto                                    | Confidencial                                           | Restringido / Reservado                                       |
| Malta                                                          | L-Oghla Segretezza Top Secret                        | Sigriet Secret                             | Kunfidenzjali Confidential                             | Ristrett Restricted                                           |
| Montenegro                                                     |                                                      | TAJNO                                      | POVJERLJIVO                                            | INTERNO                                                       |
| Neuseeland                                                     | Top Secret                                           | Secret                                     | Confidential                                           | Restricted                                                    |
| Nicaragua                                                      | Alto Secreto                                         | Secreto                                    | Confidencial                                           | Reservado                                                     |
| Niederlande                                                    | Stg. ZEER GEHEIM                                     | Stg. GEHEIM                                | Stg. CONFIDENTIEEL                                     | Dep. VERTROUWELIJK                                            |
| Nordmazedonien                                                 | ДPЖABHA TAJHA                                        | СTPOГO ДOBEPЛИBO                           | ДOBEPЛИBO                                              | ИHTEPNO                                                       |
| Norwegen                                                       | STRENGT HEMMELIG                                     | HEMMELIG                                   | KONFIDENSIELT                                          | BEGRENSET                                                     |
| OCCAR                                                          | OCCAR TOP SECRET                                     | OCCAR SECRET                               | OCCAR CONFIDENTIAL                                     | OCCAR RESTRICTED                                              |
| Österreich                                                     | Streng Geheim                                        | Geheim                                     | Vertraulich                                            | Eingeschränkt                                                 |
| Pakistan (Urdu)                                                | Intahai Khufia                                       | Khufia                                     | Sigh-E-Raz                                             | Barai Mahdud Taqsim                                           |
| Paraguay                                                       | Secreto                                              | Secreto                                    | Confidencial                                           | Reservado                                                     |
| Peru                                                           | Estrictamente Secreto                                | Secreto                                    | Confidencial                                           | Reservado                                                     |
| Philippinen                                                    | Top Secret                                           | Secret                                     | Confidential                                           | Restricted                                                    |
| Polen                                                          | Ściśle Tajne                                         | Tajne                                      | Poufne                                                 | Zastrzeżone                                                   |
| Portugal                                                       | Muito Secreto                                        | Secreto                                    | Confidencial                                           | Reservado                                                     |
| Rumänien                                                       | Strict secret de importanță deosebită                | Strict secret                              | Secret                                                 | Secret du serviciu                                            |
| Russland                                                       | Особой важности Osoboj washnosti                     | Совершенно секретно Sowerschenno sekretno  | Секретно Sekretno                                      | Для служебного пользования Dlja slushebnogo pol'sowanija      |
| Saudi-Arabien                                                  | Saudi Top Secret                                     | Saudi Very Secret                          | Saudi Secret                                           | Saudi Restricted                                              |
| Schweden                                                       | HEMLIG/TOP SECRET HEMLIG oder KVALIFICERAT HEMLIG    | HEMLIG/SECRET oder HEMLIG                  | HEMLIG/CONFIDENTIAL oder KONFIDENTIELL                 | HEMLIG/RESTRICTED oder BEGRÄNSAT HEMLIG                       |
| Schweiz                                                        |                                                      | SECRET oder GEHEIM oder SEGRETO            | CONFIDENTIEL oder VERTRAULICH oder CONFIDENZIALE       | INTERNE oder INTERN oder AD USO INTERNO                       |
| Slowakei                                                       | Prísne tajné                                         | Tajné                                      | Dôverné                                                | Vyhradené                                                     |
| Slowenien                                                      | STROGO TAJNO                                         | TAJNO                                      | ZAUPNO                                                 | INTERNO                                                       |
| Spanien                                                        | SECRETO                                              | RESERVADO                                  | CONFIDENCIAL                                           | DIFUSIÓN LIMITADA                                             |
| Südafrika (English)                                            | Top Secret                                           | Secret                                     | Confidential                                           | Restricted                                                    |
| Südafrika (Afrikaans)                                          | Uiters Geheim                                        | Geheim                                     | Vertroulik                                             | Beperk                                                        |
| Südkorea                                                       | I-Kup Bi Mil 1급비밀                                 | II-Kup Bi Mil 2급비밀                      | III-Kup Bi Mil 3급비밀                                 | Dae Woi Bi 대외비                                             |
| Taiwan                                                         | Chichimi                                             | Chimi                                      |                                                        |                                                               |
| Thailand                                                       | ลับที่สุด Lap Thisut                                     | ลับมาก Lap Mak                              | ลับ Lap                                                 | ปกปิด Pok Pid                                                  |
| Tschechien                                                     | Přísně tajné                                         | Tajné                                      | Důvěrné                                                | Vyhrazené                                                     |
| Türkei                                                         | Çok Gizli                                            | Gizli                                      | Özel                                                   | Hizmete Özel                                                  |
| Ukraine                                                        |                                                      | Цiлком тaємно                              | Тaємно                                                 |                                                               |
| Ungarn                                                         | Szigorúan titkos!                                    | Titkos!                                    | Bizalmas!                                              | Korlátozott terjesztésű!                                      |
| Uruguay                                                        | Ultra Secreto                                        | Secreto                                    | Confidencial                                           | Reservado                                                     |
| USA                                                            | Top Secret                                           | Secret                                     | Confidential                                           | Restricted                                                    |
| Vietnam                                                        | Toi-Mat                                              | Mat                                        | Kin                                                    | Pho Bien Han Che                                              |

Da es die Einstufung als VS-NUR FÜR DEN DIENSTGEBRAUCH in Ländern wie Belgien, Frankreich und den Vereinigten Staaten nicht gibt, werden deutsche Verschlusssachen geschützt als handele es sich um eine Verschlusssache des Grades VS-VERTRAULICH. Entsprechendes gilt für das Vereinigte Königreich mit den Verschlussgrad VS-VERTRAULICH, der wie GEHEIM behandelt wird.